# Кольцо дракона
Кольцо дракона — телевизионный художественный фильм 1994 года режиссёра Ламберто Бава.

## Сюжет
Дезидерия — главная героиня фильма — дочь жестокого Короля Дракона. В начале картины она ещё ребёнок. Из очередного похода её отец привозит девочку-младенца, найденную им по пути в волчьей пещере. Так у Дезидерии появляется сестра Сельваджа (Дикарка). Маленькая принцесса старается хорошо относиться к найдёнышу, Сельваджа в ответ лишь обижает её. Но все в замке так очарованы приёмной принцессой, что Дезидерии никто не верит. С годами ничего не меняется. Дезидерия растёт доброй и чуткой, Сельваджа — расчётливой и коварной.
Проходят годы. Дезидерия должна выбрать себе жениха, после чего сможет унаследовать трон и волшебное Кольцо Дракона — символ абсолютной власти. Разбирая портреты кандидатов — принцев королевств, покоренных её отцом, она случайно находит портрет мятежного принца Виктора. Оставшийся сиротой из-за Короля Дракона Виктор поднял бунт и попал в плен. Девушка влюбляется в храброго принца. Это на руку Сельвадже, мечтающей завладеть волшебным Кольцом. Она помогает Дезидерии освободить Виктора, но выдает её Королю.
Разгневанный Король отправляет за принцем погоню. Спасаясь от преследования, принц прыгает в озеро. Обитающая там Фея Вод спасает ему жизнь и предлагает хрустальный меч, с которым он сможет победить любое зло, при условии, что принц вернётся и останется жить в озере до конца своих дней. Но принц не в силах забыть о своей спасительнице Дезидерии и отказывается от меча, надеясь на собственные силы.
Король решает выдать дочь замуж насильно, созвав остальных принцев на турнир. Победитель получит руку принцессы и право на свободу для своего народа. Прибывшие в замок принцы ведут себя грубо и жестоко. Заручившись поддержкой верной няньки, Дезидерия бежит из замка, переодевшись в лохмотья и взяв с собой друга детства, куклу Веселушку — подарок Феи Вод.
В пути принцесса узнаёт, что Веселушка наделен даром речи и может исполнить три её желания. Дезидерия желает увидеть Виктора, и он тотчас появляется. Но принц помнит свою спасительницу только по голосу. Дезидерия боится, что Виктор её отвергнет, как только она раскроет своё происхождение, и притворяется немой, но принц случайно слышит её разговор с Веселушкой и сразу узнает девушку.
В это время собравшиеся на турнир женихи узнают об пропаже принцессы и вынуждают Короля сделать новой наследницей Сельваджу. Сельваджа же, испугавшись, что Дезидерия, обретя жениха, вернется и заявит свои права на трон, чарами привораживает Виктора через портрет. Колдовство удаётся, и принц, объяснявшийся в чувствах Дезидерии, влюбляется в Сельваджу и спешит на турнир.
Сельваджу навещает её настоящий отец, обращенный Феей в волка злой колдун, предупредив, что девушка не должна была использовать магию, пока не получит Кольцо Дракона.
На турнире, когда один из принцев, Лизандро, почти выигрывает, появляется Виктор и отнимает у него победу. Спрятавшаяся среди зрителей Дезидерия желает, чтобы Веселушка превратил её в рыцаря — так она сможет бросить Виктору вызов и спасти его от женитьбы. Благодаря волшебству Веселушки план удаётся, Дезидерия одерживает победу и увозит Сельваджу с собой. Пытаясь заставить таинственного рыцаря вернуться в замок за Кольцом, Сельваджа признается, что, получив Кольцо без помощи колдовства, она сможет вернуть своему отцу и его народу человеческий облик. Дезидерия тоже открывает лицо, она полна решимости разоблачить сестру, но Сельваджу спасает подоспевший Виктор. Дезидерия спешит за ними в замок и срывает начавшуюся свадьбу, не дав Сельвадже произнести клятву и получить Кольцо. Она целует Виктора, и чары с него спадают. Король, убедившись, что Сельваджа — колдунья, возвращает Дезидерии право наследования. Разгневанная Сельваджа обрушивает на замок свою магию, превратив практически всех в замке в ледяные статуи. Но её злые чары обращают саму Сельваджу в дракона.
Виктор и Дезидерия, успевшие убежать, отправляются к озеру за хрустальным мечом. Виктор забирает меч и пытается биться с драконом, но решающий удар наносит Дезидерия. Раненый, он вновь превращается в Сельваджу, раскаивающуюся в содеянном. Дезидерия прощает сестру и предлагает ей вернуться в замок, но Сельваджа предпочитает остаться со своим отцом в обличье волка. Виктор собирается выполнить данное Фее обещание и вернуться в озеро вместе с заколдованным мечом, но Дезидерия спасает его, загадав последнее желание, и вместо Виктора к Фее уходит Веселушка,ставший его двойником. Виктор и Дезидерия играют свадьбу. 
Они отказываются от Кольца Дракона, решив править королевством без помощи магии.

## В ролях
- Анна Фальки — Дезидерия;
- Франко Неро — Король Дракон;
- Софи фон Кессел — Сельваджа;
- Джоэл Бисон — принц Виктор;
- Стефания Сандрелли — Фея Вод;
- Карел Роден — принц Лизандро;
- Уте Кристенсен — Королева;
- Билли Зоклер — няня Дезидерии.

## Дополнительные факты
- В оригинале фильм состоит из двух полуторачасовых эпизодов. Существует так же сокращенная версия (118 мин)[1], в которой выпущены некоторые сцены.
- Некоторые сюжетные ходы картины (принцесса в образе рыцаря, зачарованный колдуньей принц и др.) перекликаются с предыдущей работой Ламберто Бавы - сериалом Пещера Золотой Розы.